# Della Scala

Herb rodu della Scala

Della Scala, albo Scaligeri – ród magnacki, który panował w Weronie przez sto dwadzieścia pięć lat, od 1262 do 1387. Za czasów Mastino I della Scala forma rządów w Weronie przeszła od komuny średniowiecznej do signorii, chociaż właściwe przejęcie władzy nastąpiło za jego brata, Alberto. Czasy Cangrande I to okres największej świetności i potęgi Werony. Panowanie rodu della Scala w Weronie zbiegło się z konfliktem między Gwelfami i Gibelinami. Władcy Werony starali się wykorzystać go do osiągnięcia swoich celów, dlatego sprzymierzali się
zazwyczaj z Gibelinami, a Cangrande I uznawany był nawet za przywódcę Ligi Gibelinów.

## Historia

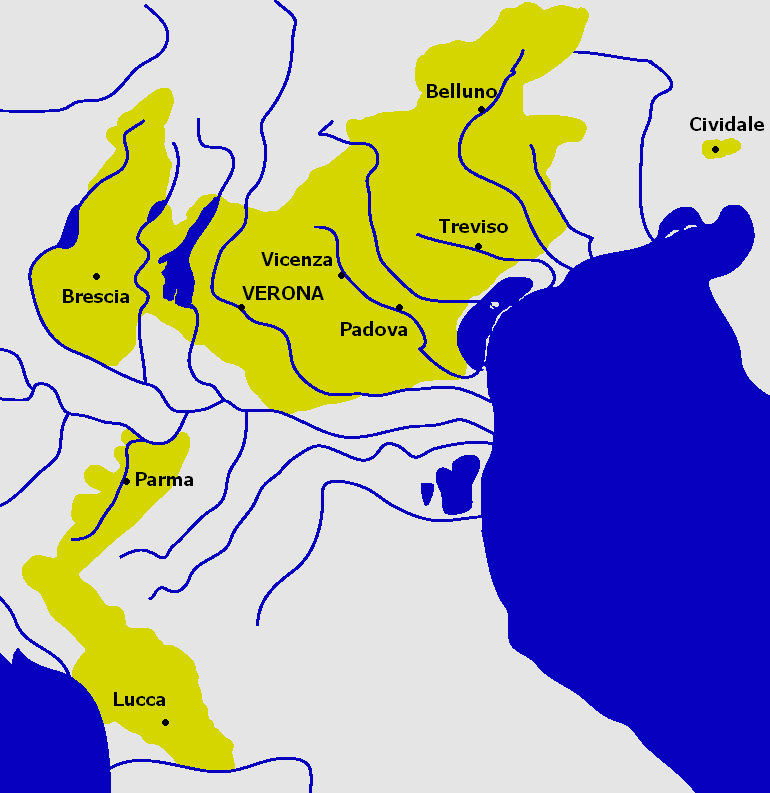
Najdalszy zasięg posiadłości rodu della Scala. (1336)

Pierwsi della Scala, którzy mieszkali w Weronie już w XI w., wywodzili się być może od rodu szlacheckiego z Scalemburga, albo, co bardziej prawdopodobne, od Jacopo Fico, rzemieślnika wyrabiającego drabiny. To tłumaczyłoby etymologię nazwiska (wł. la scala - drabina). Bardziej pewne informacje istnieją dopiero w odniesieniu do Jacopino della Scala, kupca handlującego wełną, ojca Mastino I. Jego syn, Mastino, nie był ani szczególnie bogaty, ani nie posiadał tytułu szlacheckiego, ale był zręczny w polityce, wiarygodny i przede wszystkim zabiegał o pokój. Było to ważne dla Werończyków, którzy dopiero co doświadczyli krótkiej lecz krwawej walki za czasów władzy Ezzelino III da Romano. Za zgodą Ezzelino został on podestą Cerei, a w 1259 podestą Werony. W 1262 Mastino został mianowany Capitano del popolo (Kapitanem Ludu). W rzeczywistości stał się faktycznym władcą Werony. Jego następcą został brat Alberto. Szczyt swej potęgi osiągnęła Werona za panowania Cangrande I della Scala, który rządził od 1308 do 1311 wraz z bratem Alboino, a od 1308 do 1329 sam. Za zdobyczami terytorialnymi i bogactwami napłynęły do miasta również wartości kulturalne. Stało się ono siedzibą artystów, naukowców oraz polityków, którzy szukali tu azylu. Gościł tu między innymi Dante, gdy został wygnany z Florencji. W XVII pieśni Boskiej komedii poświęcił on wzmiankę władcy Werony, z którym wiązał nadzieję na zjednoczenie Włoch. Następcy Cangrande - Alboino II i Mastino II poprzez złe posunięcia polityczne weszli w konflikt z Wenecją, co przyczyniło się do osłabienia Werony. Następnie państwo Scaligerich dostało się pod wpływ Mediolanu rządzonego wówczas przez Bernabò Viscontiego, a konflikt z koalicją Viscontich, Carraresich, d’Este i Gonzagów położył kres władzy rodu della Scala. W 1387 rządzący Mediolanem Gian Galeazzo Visconti zajął dużą część terytorium rządzonego przez Scaligerich, a ostatni z nich, Antonio, został wygnany z Werony i musiał szukać schronienia w Ferrarze u swego teścia. Skończył się okres panowania rodu della Scala. W 1406 Wenecja definitywnie zawładnęła Weroną. Większość członków panującej dotąd rodziny uciekła do Bawarii, gdzie nazwisko ich zostało zmienione, a właściwie przetłumaczone na niemiecki. Odtąd nazywali się Von Der Leiter. Ta gałąź rodu wymarła ok. 1580. Nieliczni Della Scala, którzy pozostali w Italii, przetrwali do XVII w. 10 października 1598 zmarł Giovanni Teodorico della Scala, a na jego grobie umieszczono napis: ostatni z potomków panów della Scala zmarł w wieku 27 lat nie pozostawiwszy żadnego dziedzica.

## Genealogia rodu
```
Jacopino
 (†
1215
)
│
├─>
Mastino I
 (†
1277
), podesta Cerei i Werony, Kapitan Ludu, a następnie władca Werony
│
└─>
Alberto
 (†
1301
), podesta, później władca Werony (1277-1301)
   │
   ├─>
Bartolomeo
 (†
1304
), władca Werony i 
Vicenzy
 
   │
   ├─>
Alboino
 (
1306
–
1352
), władca Werony i Wicenzy
   │  │
   │  ├─>
Alboino II
 (
1306
–
1352
), władca Werony i Vicenzy (wraz z bratem)
   │  │ 
   │  └─>
Mastino II
 (
1308
–
1351
), władca Werony i Vicenzy (wraz z bratem)
   │     │
   │     ├─>
Beatrice Regina
 (
1333
–
1384
), żona 
Bernabò Viscontiego
, władcy 
Mediolanu

   │     │
   │     ├─>
Cangrande II
 (
1332
–
1359
), władca Werony i Vicenzy (wraz z bratem)
   │     │
   │     ├─>
Cansignorio
 (
1340
–
1375
), władca Werony i Vicenzy (wraz z bratem)
   │     │  │
   │     │  ├─>
Bartolomeo II
, władca Werony i Vicenzy
   │     │  │ 
   │     │  └─>
Antonio
, ostatni władca Werony i Vicenzy
   │     │
   │     ├─>
Paolo Alboino
 (
1343
–
1375
), władca Werony i Vicenzy
   │     │ 
   │     └─>
Verde
 (†
1394
), żona 
Mikołaja II d’Este
, władcy 
Ferrary

   │
   └─>
Cangrande I
 (
1291
–
1329
), władca Werony i Vicenzy
```